# Отепяський район
О́тепяський район, або О́тепяеський район, (ест. Otepää rajoon, рос. Отепяский район) — адміністративно-територіальна одиниця Естонської РСР з 26 вересня 1950 до 24 січня 1959 року.

## Географічні дані
Площа району станом на 1955 рік — 569,2 км2.
Адміністративний центр — місто Отепяе.

## Історія
26 вересня 1950 року в процесі скасування в Естонській РСР повітового та волосного адміністративного поділу утворений Отепяський сільський район, який безпосередньо підпорядковувався республіканським органам. До складу новоутвореного району ввійшли місто Отепяе як адміністративний центр та 10 сільських рад: Крюйднеріська, Вана-Пранґліська, Отепяська, Пяйдласька, Відрікеська, Вокіська, Кааґвереська, Коорастеська, Пікаярвеська, Валґ'ярвеська.
Після прийняття 3 травня 1952 року рішення про поділ Естонської РСР на три області Отепяський район включений до складу Тартуської області. Проте вже 28 квітня 1953 року області в Естонській РСР були скасовані і в республіці знов повернулися до республіканського підпорядкування районів.
17 червня 1954 року розпочато в Естонській РСР укрупнення сільських рад, після чого в Отепяському районі замість 10 залишилися 5 сільрад: Коорастеська, Отепяська, Пюгаярвеська, Валґ'ярвеська та Вескіська.
24 січня 1959 року Отепяський район ліквідований, а його територія поділена між районами Елваським (місто Отепяе та Отепяська й Пюгаярвеська сільські ради) та Пилваським (Коорастеська, Валґ'ярвеська та Вескіська сільські ради).

## Адміністративні одиниці
| Сільрада         | 1950 | 1954 | 1954 | 1959 |
| ---------------- | ---- | ---- | ---- | ---- |
| Валґ'ярвеська    |      |      |      |      |
|                  |      |      |      |      |
|                  |      |      |      |      |
| Вана-Пранґліська |      |      |      |      |
|                  |      |      |      |      |
|                  |      |      |      |      |
| Вескіська        |      |      |      |      |
|                  |      |      |      |      |
|                  |      |      |      |      |
| Відрікеська      |      |      |      |      |
|                  |      |      |      |      |
|                  |      |      |      |      |
| Вокіська         |      |      |      |      |
|                  |      |      |      |      |
|                  |      |      |      |      |
| Кааґвереська     |      |      |      |      |
|                  |      |      |      |      |
|                  |      |      |      |      |

| Сільрада      | 1950 | 1954 | 1954 | 1959 |
| ------------- | ---- | ---- | ---- | ---- |
| Коорастеська  |      |      |      |      |
|               |      |      |      |      |
|               |      |      |      |      |
| Крюйднеріська |      |      |      |      |
|               |      |      |      |      |
|               |      |      |      |      |
| Отепяська     |      |      |      |      |
|               |      |      |      |      |
|               |      |      |      |      |
| Пікаярвеська  |      |      |      |      |
|               |      |      |      |      |
|               |      |      |      |      |
| Пюгаярвеська  |      |      |      |      |
|               |      |      |      |      |
|               |      |      |      |      |
| Пяйдласька    |      |      |      |      |
|               |      |      |      |      |
|               |      |      |      |      |

## Друкований орган
15 березня 1951 року тричі на тиждень почала виходити газета «Kommunismi Lipp» («Коммунісмі Ліпп», «Прапор Комунізму»), друкований орган Отепяського районного комітету комуністичної партії Естонії та Отепяської районної ради депутатів трудящих. Останній номер вийшов 31 січня 1959 року.